# Lasersko hlajenje
Lasersko hlajenje je skupno ime za več različnih tehnik, pri katerih z enim ali več laserskimi žarki hladimo atomske in  molekularne pare do temperatur blizu absolutne ničle. Vse tehnike temeljijo na tem, da se delcu (atomu), ki absorbira ali odda foton, spremeni gibalna količina. Temperatura oblaka delcev je višja, čim večja je varianca porazdelitve hitrosti delcev. Lasersko hlajenje združuje atomsko spektroskopijo z omenjenim učinkom, tako da zoža porazdelitev hitrosti delcev in s tem ohladi delce. 
| 1   | Mirujoči atom vidi svetlobo z nepremaknjeno frekvenco in ne absorbira fotona. |
| 2   | Atom, ki se giblje stran od laserskega žarka, vidi rdeče premaknjeno svetlobo in ne absorbira fotona.                                                                                             |
| 3.1 | Atom, ki se giblje proti laserskemu žarku, vidi modro premaknjeno svetlobo in absorbira foton. Pri tem se atom upočasni.                                                                          |
| 3.2 | Foton vzbudi atom, torej dvigne elektron v višje kvantno stanje. |
| 3.3 | Elektron se vrne v osnovno stanje in pri tem izseva foton. Smer oddanega fotona je naključna, tako da ta korak v povprečju preko velikega števila ciklov ne vpliva na spremembo gibalne količine. |

Najbolj pogost primer laserskega hlajenja je Dopplersko hlajenje. Druge metode so Sizifovo hlajenje, Ramansko hlajenje, hlajenje z izhlapevanjem in druge.

## Dopplersko hlajenje
Dopplersko hlajenje, po navadi v kombinaciji z magnetno pastjo (ki skupaj tvorita magneto-optično past - MOT), je najpogostejša metoda laserskega hlajenja. Z njo je mogoče hladiti do Dopplerjeve limite hlajenja. Za rubidij 85 je ta 150 mikro kelvinov.
Pri Dopplerskem hlajenju se uporablja laserska svetloba z nekoliko nižjo frekvenco, kot je frekvenca elektronskega prehoda v atomu. ZaradiDopplerjevega pojava atomi z večjo verjetnostjo absorbirajo fotone, če se gibljejo proti laserskemu žarku. Kadar na atome svetita dva žarka iz nasprotnih smeri, atomi zato absorbirajo več fotonov iz žarka, proti katerem se gibljejo. Pri vsaki absorpciji atom sprejme gibalno količino fotona. Če se foton giblje v nasprotni smeri kot atom, absorpcija fotona zniža gibalno količino atoma. Po sprejetju fotona je atom v vzbujenem stanju. Iz vzbujenega stanja atom pade nazaj v nižje stanje in pri tem odda foton v naključni smeri. Atom tedaj prejme sunek sile, enak gibalni količini, ki jo je prejel pri absorpciji fotona. Ker prvi del interakcije vedno zmanjša gibalno količino atoma, drugi pa jo spremeni v naključni smeri, se z vsakim takim trkom atoma s fotonom atomu zmanjša gibalna količina in z njo hitrost. Po mnogih trkih se povprečna hitrost atomov zmanjša in s tem tudi njihova energija. Ker je temperatura ansambla povezana s kinetično energijo atomov, upočasnjevanje atome ohladi.

### Zeemanov upočasnjevalnik
Zeemanov upočasnjevalnik je naprava, ki z uporabo Dopplerjevega hlajenja upočasni in ohladi curek atomov s sobne temperature na le nekaj kelvinov. To ustreza začetnim hitrostim reda nekaj 100 m/s in končnim hitrostim nekaj 10 m/s. Zeemanov upočasnjevalnik sta razvila William D. Phillips in Harold J. Metcalf. Za ta dosežek je bila podeljena Nobelova nagrada za fiziko leta 1997.
Žarek atomov se tipično ustvari z atomsko pečico, ki izvor atomov segreva na temperaturo okoli 100°C. Uparjeni atomi izhajajo skozi majhno odprtino in potujejo po cevi. Celoten sistem je v močnem vakuumu.
Pri ohlajanju atomskega curka z nasproti usmerjenim laserskim žarkom se hitro pojavi težava. Frekvenca svetlobe se mora ujemati s frekvenco elektronskega prehoda atomov. Ko se atomi upočasnjujejo, se jim zaradi Dopplerjevega pojava spreminja resonančna frekvenca. Odmik od resonance se bo torej večal z razdaljo od izvora. Hlajenje bo v začetnem delu Zeemanovega upočasnjevalnika delovalo dobro, potem pa vedno slabše. Pri Zeemanovem upočasnjevalniku se to uravnovesi z uporabo Zeemanovega pojava. Homogeno magnetno polje povzroči razcep energijskih nivojev atoma, ki je sorazmeren z jakostjo polja. Ta pojav omogoča natančno nastavljanje frekvence prehoda s pomočjo magnetnega polja. V Zeemanovem upočasnjevalniku je okoli cevi, po kateri potujejo atomi in sveti laserski žarek, navita posebno oblikovana tuljava, katere magnetno polje se spreminja vzdolž poteka atomskega curka. Na ta način je poskrbljeno, da je svetloba resonančna na celotni poti atomov.

### Magneto-optična past (MOT)
Pri tipičnem postopku hlajenja atomov do ultra nizkih temperatur se atome najprej upočasni in ohladi z Zeemanovim upočasnjevalnikom. Upočasnjene atome pri temperaturi nekaj kelvinov se nato usmeri v vakuumsko komoro z magneto-optično pastjo, ki atome dodatno ohladi in ujame v past. MOT lahko doseže temperature reda nekaj mikrokelvinov in pogosto ulovi več sto milijonov atomov, ki lahko v pasti preživijo tudi več minut. 
MOT se da razumeti kot razširitev koncepta Zeemanovega upočasnjevalnika na tri dimenzije. Po navadi je sestavljena iz treh med sabo pravokotnih laserskih žarkov, ki se sekajo v centru pasti. Vsak žarek je usmerjen v zrcalo, ki ga odbije nazaj po isti poti. Atom, ki se giblje v območju pasti v naključno smer, bo torej čutil vsaj en žarek v nasprotni smeri njegovega gibanja. Celotna past je postavljena v magnetno polje, ki se povečuje z oddaljenostjo od središča, ustvari pa se ga z dvema paroma tuljav. To povzroči Zeemanov razcep, katerega velikost je sorazmerna oddaljenosti od središča pasti. S kombinacijo tega pojava in primerno izbrane frekvence laserskih žarkov se da doseči, da bo laserska svetloba bližje resonanci za atome, ki so hitrejši, ali pa bližje robu pasti. Atome tako fotoni pretežno odbijajo proti središču pasti, hkrati pa atomi v povprečju izgubljajo energijo zaradi Dopplerskega hlajenja. 

### Omejitev Dopplerskega hlajenja
Metode Dopplerskega hlajenja imajo naravno omejitev, ki preprečuje hlajenje do poljubno nizkih temperatur. Najnižja temperatura, ki se jo da doseči z Dopplerskim hlajenjem se imenuje Dopplerjeva temperatura. Ko atom absorbira foton, ki potuje v nasprotni smeri, se mu zaradi ohranitve skupne gibalne količine zmanjša hitrost. Ko atom kasneje izseva foton, pridobi enako gibalno količino v naključni smeri. Ti naključni sunki se izničijo v povprečju pri velikem številu interakcij. Absorpcija predstavlja dovajanje toplote, spontana emisija pa odvajanje toplote. V ravnovesju je hitrost segrevanja enaka kot hitrost ohlajanja. Nižje od tega ravnovesnega stanja na ta način ni možno ohladiti atomov. Meja je določena z naravno širino prehoda med elektronskima stanjema atoma.

## Pod-Dopplersko hlajenje
Dopplerjeva temperatura postavlja mejo, kako nizko je mogoče priti z Dopplerjevim hlajenjem. Obstajajo pa metode, ki omogočajo hlajenje na mnogo nižje temperature. Dve pogosti metodi sta Sizifovo hlajenje ter hlajenje z izhlapevanjem.

### Sizifovo hlajenje
To metodo je prvi predlagal Claude Cohen-Tannoudji leta 1989, za kar je dobil del Nobelove nagrade za fiziko leta 1997. Oblak atomov se osvetli z dvema nasproti usmerjenima laserskima žarkoma s pravokotnima polarizacijama. Žarka ustvarita stoječe valovanje, katerega polarizacija se spreminja po prostoru - alternira med obema krožnima ter linearno polarizacijo. Atomu, ki potuje po stoječem valu, se kinetična energija pretvarja v potencialno, ko se vzpenja proti maksimumu. Polarizacija na vrhu deluje črpalno in atom vzbudi v višje stanje. Od tam atom relaksira na dno doline in pri tem izseva foton, ki odnese del energije, ki je bila prej potencialna energija atoma. Po mnogih ciklih takšnega hlajenja atomi dosežejo temperature nekaj redov velikosti pod Dopplerjevo limito.

### Ramanovo hlajenje
Ramanovo hlajenje je metoda hlajenja, ki s pomočjo stoječega optičnega valovanja in Ramanovega sipanja ohladi oblak atomov na nekaj mikrokelvinov ter ga hkrati spinsko polarizira. Ta metoda se pogosto uporablja kot vmesna stopnja hlajenja cezijevih atomov, ki nastopi po fazi MOT in pred fazo hlajenja z izhlapevanjem.

### Hlajenje z izhlapevanjem
Poleg magneto-optične pasti obstajajo tudi druge pasti za nevtralne atome. Ena od njih je dipolna past, pri kateri se oblak atomov osvetli s prekrižanima laserskima snopoma z visoko močjo, pogosto nekaj 10 wattov. Za razliko od Dopplerskega hlajenja je frekvenca svetlobe daleč od resonance, tako da ne prihaja do absorpcije fotonov. Takšna past deluje na zelo podoben način kot optična pinceta. Dipolna sila potiska delce proti mestu z največjo intenziteto svetlobe - presečišču in hkrati gorišču žarkov.
Večina atomov je ujetih v pasti. Nekateri, ki so dovolj hitri in v blizu roba pasti, pa lahko uidejo. S časom bodo torej iz pasti ušli hitrejši atomi, ostajali pa bodo počasnejši. Temperatura oblaka se bo torej nižala, za ceno števila atomov. Ta proces uhajanja se lahko pospeši s postopnim nižanjem jakosti žarkov pasti. S tem se globina pasti zmanjša in omogoči pobeg več atomom.
Prva sta tako hlajenje uporabila Eric A. Cornell in Carl Wieman na atomih rubidija leta 1995. Hlajenje z izhlapevanjem omogoča hlajenje do poljubno nizkih temperatur - tudi le nekaj nanokelvinov. Ta vrsta hlajenja je pogosto zadnji korak v postopku doseganja Bose-Einsteinove kondenzacije, ki se zgodi pri temperaturah nekaj 10 nanokelvinov.

## Uporaba
Lasersko hlajenje se uporablja predvsem za ohlajanje atomov za kvantnomehanske eksperimente. Te eksperimente izvajajo blizu absolutne ničle, kjer je možno opazovati pojave kot so Bose-Einsteinov kondenzat, superfluidnost in drugi. V začetku se je lasersko hlajenje uporabljalo izključno za atome, v zadnjih letih pa je prišlo tudi do hlajenja kompleksnejših sistemov. Leta 2010 je skupina iz Univerze Yale uspešno ohladila dvoatomno molekulo. Leta 2007 pa je skupina iz MIT okladila makroskopski delec z maso 1 gram na 0,8 K.  Leta 2011 je skupina iz Kalifornijskega tehnološkega inštituta in Univerze na Dunaju lasersko ohladila (10 μm x 1 μm) velik objekt v kvantnomehansko osnovno stanje. 
Med najbolj znanimi uporabami laserskega hlajenja in hladnih atomov so atomske ure, ki so do nedavnega predstavljale globalen standard časa.